# Důl Ferdinand (Ostrava)
Důl Ferdinand v Ostravě-Michálkovicích byl černouhelný důl, který se nacházel přibližně v oblasti dnešní Briketářské ulice v kolonii Ferdinand. Těžba uhlí na této jámě probíhala mezi rokem 1850 až 1882. 

## Historie
V budoucím důlním poli v Michálkovicích prováděla před založením dolu kutací práce C. k. kutací a vrtební komise, zastupující Vysoký montánní erár (Rakouský stát). Na základě udělení kutací koncese v roce 1843 bylo započato s hloubením C. k. michálkovické kutací jámy č.1 a č. 3. Na základě nálezu dobyvatelné uhelné sloje byla Báňským hejtmanstvím udělena koncese na těžbu uhlí formou tzv. propůjčky, výměrem čj. 429/ 49 z roku 19. prosince 1849, kterým bylo propůjčeno 20 důlních měr s názvem Michael č. I. až XX (tj. 90,2 ha). Jáma č. 1 dostala název Hlavní jáma (Hauptschacht), č. 3 na Michael. Hlavní jáma byla určena pro těžbu uhlí a čerpání vody.
První uhlí bylo vydobyto z otvírkových prací v roce 1850, pravidelná těžba začala v roce 1851. Uhlí se dobývalo ze slojí Jakloveckého souvrství. Vykazovaná těžba uhlí společně s dolem Michael činila 17 500 tun v roce 1854, v roce 1855 již 25 800 tun a v roce 1856 to bylo 42 692 tun. Vzhledem k dlouhodobé ztrátovosti podnikání rakouský stát své podniky postupně rozprodal. 15. prosince 1856 odkoupila Michálkovické důlní pole Výhradně privilegovaná Severní dráha císaře Ferdinanda. Hlavní jáma byla v tomto období přejmenována na jámu Ferdinand na počest císaře Ferdinanda V.

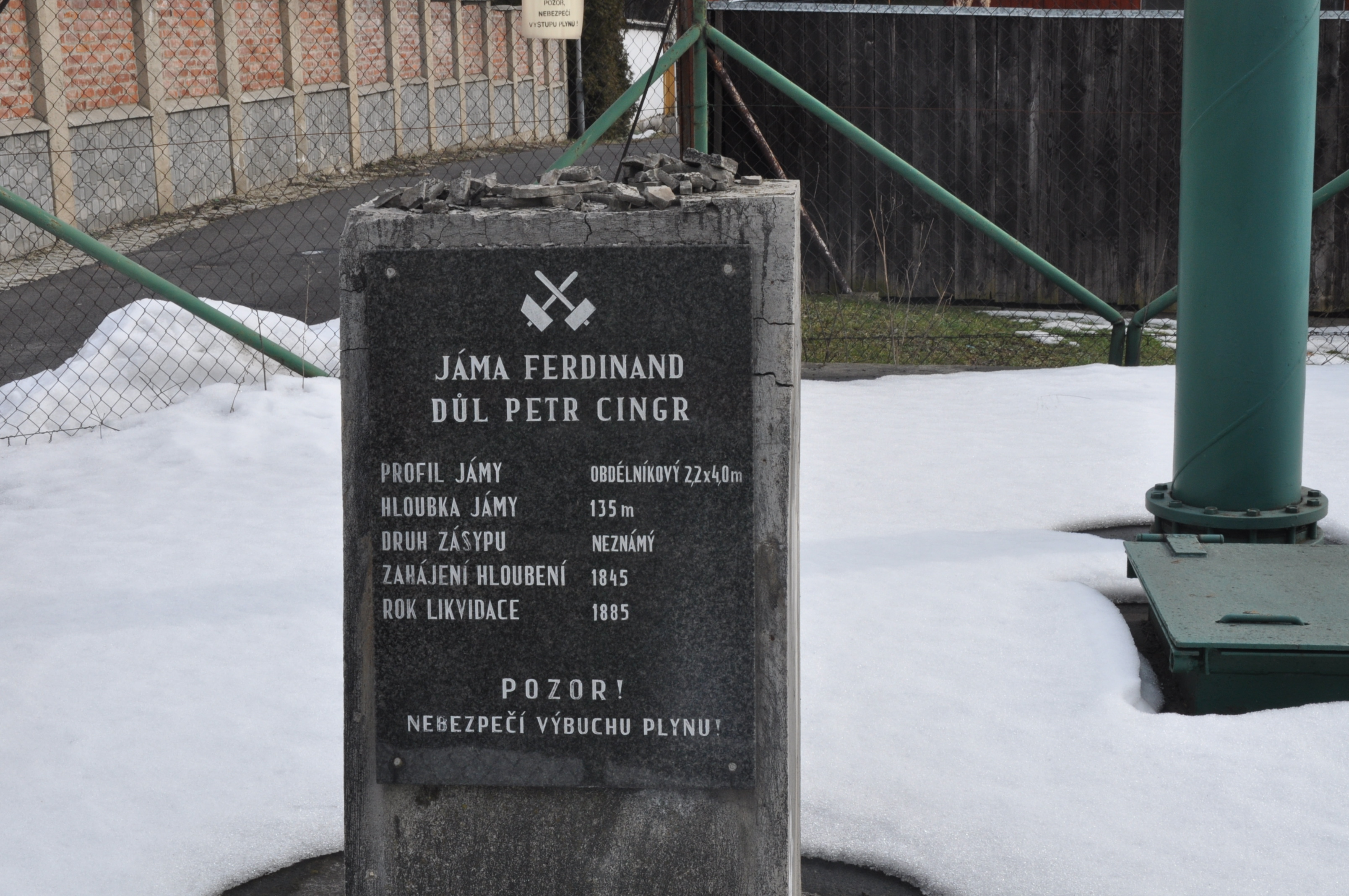
Údaje o jámě Ferdinand

V roce 1862 byly doly Ferdinand a Michael napojeny na Báňskou dráhu, což usnadnilo odvoz vytěženého uhlí k odběratelům a na překladiště uhlí SDF v Hrušově.
Konečné hloubky 134,6 m bylo dosaženo v roce 1863, jáma měla dvě patra. K těžbě uhlí sloužil parní těžní stroj s ležatým válcem o výkonu 12 HP. K čerpání důlní vody bylo nasazeno parní důlní tahadlové čerpadlo se stojatým válcem s vahadlem o výkonu 60 HP. Propojením podzemí s dolem Michael se využívalo k přirozenému větrání (přirozené cirkulace vzduchu v dole).
Na zrekonstruovaný důl Michael byla v roce 1882 převedena těžba dolu Ferdinand, který se stal pomocným dolem a jámou záložní. Došlo k první koncentraci těžby uhlí, jeho třídění a expedici z jedné jámy. V témže roce jáma Ferdinand vyhořela a v létech 1885 až 1886 byla zasypána.
V dnešní době nese název Ferdinand kolonie domků, vystavěná v blízkosti bývalého dolu Ferdinand v létech 1883 až 1922  pro havíře, kteří pracovali na dole Michael / Michal / P. Cingr.